# كوكاو (مقاطعة إسلام آباد غرب)
كوكاو (بالفارسية: کوکاو) هي قرية تقع في قسم حومة الجنوبي الريفي (مقاطعة إسلام آباد غرب) في إيران. يقدر عدد سكانها بـ 67 نسمة بحسب إحصاء 2016.